# ジョン・スコルジー
ジョン・スコルジー（John Scalzi、1969年5月10日 - ）はアメリカ合衆国の小説家、SF作家、オンライン作家。2005年に書籍化され、ヒューゴー賞にもノミネートされたSF小説『老人と宇宙（そら）』や、1998年に開始されたブログWhateverで知られる。またノンフィクション作家としての活動もある。

## 略歴
スコルジーはカリフォルニアで生まれ、ロサンゼルス市郊外のコビーナ、グレンドラ、クレアモントで少年時代を過ごした。高校は人気ブロガージョシュア・マーシャルと同じ学校に通い、1987年度は同じクラスであった。ウェッブ・スクール・オブ・カリフォルニアを中退、シカゴ大学へ入学し、ピューリッツァー賞作家デイヴィッド・オーバーンとクラスメイトとなる。またスコルジーの指導教授は、一時ピューリッツァー賞作家のソール・ベローであった。スコルジーは大学の学生オンブズマンとなり、ベローの研究コースを途中で投げ出す。1989年から1990年まで、学生紙 The Chicago Maroon の編集主任も務める。
1991年大学を卒業し、Fresno Bee 紙の映画評を書く仕事に就き、のちコラムも任されるようになる。1995年 Kristine Ann Blauser と結婚。翌1996年アメリカ・オンライン専属のライター、そして編集者として雇われ、バージニア州スターリングへ妻と共に転居する。1998年レイオフに遭い、フリーランスのライターとして活動を開始する。2001年妻子と共にオハイオ州ブラッドフォードへ移住。
スコルジーはジョン・ウィルクス・ブースと遠い血縁関係がある。
2010年5月スコルジーはアメリカSFファンタジー作家協会会長選挙において当選（対抗候補はいなかった）、7月に就任した。2007年の前回の同会長選では、候補者名簿外ながらも自身への投票を呼びかけ、組織の未来のために名簿に載った候補者のビジョンに異議を唱えたが、落選していた。3期を勤めた後、2013年に退任した。

## 作歴

### フィクション

#### 老人と宇宙シリーズ
初めて出版された小説は、地球に住む75歳の老人が、宇宙にある人類コロニー防衛のため軍に入隊するSF小説『老人と宇宙』である。スコルジーが本の末尾の謝辞で述べているように、『老人と宇宙』はロバート・A・ハインラインの『宇宙の戦士』へのオマージュである。初出は自身のブログであり、後に書籍化された。2002年12月連載が開始され、その結果 Tor Books社のベテラン編集者パトリック・ニールセン・ヘイデンよりオファーを受ける。2005年1月ハードカバー版が発売され、2006年3月ヒューゴー賞 長編小説部門にノミネートされる。
『老人と宇宙』はNetflixで映画化が企画されている。
続いて刊行された長編 Agent to the Stars は、実際には『老人と宇宙』より先に書かれていた作品で、1999年Web上で「シェアウェア小説」として公開されていた。2005年7月限定ハードカバー版が発売され、表紙には人気ウェブコミック Penny Arcade のアーティスト Mike Krahulik が担当した。
2006年2月『老人と宇宙』の続編『遠すぎた星』が刊行される。続いて同年10月シリーズの第1作となる The Android's Dream が刊行。
2006年8月ジョン・W・キャンベル新人賞を受賞。
2007年2月『老人と宇宙』シリーズに属する中編 "The Sagan Diary がハードカバーで刊行される。そして同年4月シリーズ第三長編『最後の星戦』が刊行される。『最後の星戦』は2008年ローカス賞 SF長篇部門、そして再びヒューゴー賞 長編小説部門にもノミネートされる。
シリーズ第四長編『ゾーイの物語』は、『最後の星戦』で語られた出来事を、別の人物の視点で描いた作品になると2007年9月にアナウンスされ、続いて本の表紙がブログで公開された。2008年8月刊行され、2009年3月また再びヒューゴー賞にノミネートされる。
2010年『最後の星戦』が星雲賞海外長篇部門受賞。
2012年7月『老人と宇宙』シリーズの新作として短編集『The Human Division』を2013年春遅くから初夏に出版し、それに先立って2012年12月から2013年2月まで毎週1編ずつ電子書籍としてリリースすることを発表。
2012年12月『The Human Division』の電子書籍としてのリリースは2013年1月15日から4月9日までであることを発表。

#### インターディペンダンシー・シリーズ
はるか未来、地球の存在は忘れられ、フローと呼ばれる光速を超える謎の流れを利用して築かれた広大な商業帝国"インターディペンダンシー"を舞台に描く三部作のスペースオペラである。帝国は15世紀にわたりウー家の排出するエンペローによって統治されるが、フローの消失によって崩壊の危機にさらされる。

#### その他
2013年『アンドロイドの夢の羊』が星雲賞海外長篇部門受賞。同年『Redshirts: A Novel with Three Codas』がヒューゴー賞長編小説部門を受賞。
2023年『怪獣保護協会』がヒューゴー賞 長編小説部門にノミネート。同年ローカス賞 SF長編部門を受賞し、翌2024年には星雲賞海外長篇部門を受賞。

### ノンフィクション
SF作品を主としたフィクションで有名なスコルジーだが、同様に多くのノンフィクションも出版している。ロンドンの出版社ラフガイドより3冊の実用書を出している。第1冊目のThe Rough Guide to Money Online は2000年に出版され、オンライン上の財政支援ツールを紹介している。スコルジーによると、刊行と同時期にインターネット・バブルが崩壊したこともあり、売り上げには失望したという。2003年5月に出された The Rough Guide to the Universe は天文学の参考図書であり、初心者から中級者を対象として書かれた。第3冊目 The Rough Guide to Sci-Fi Movies は2005年10月に刊行され、SFとSF映画の歴史について書かれ、「聖典」として50のSF映画がリストアップされている。
また Portable Press社から、人間の愚行の年代記である Book of the Dumb シリーズを2003年より刊行している。

## 作品リスト

### 小説

#### 老人と宇宙
- 老人と宇宙 (Old Man's War 2005)
- 遠すぎた星 老人と宇宙2 (The Ghost Brigades 2006)
- 最後の星戦 老人と宇宙3 (The Last Colony 2007)
- ゾーイの物語 老人と宇宙4 (Zoe's Tale 2008)
- Questions for a Soldier (2005)
- The Sagan Diary (2007)
- ハリーの災難 (After the Coup 2008) ※『戦いの虚空 老人と宇宙5』に付録として収録
- 戦いの虚空 老人と宇宙5 (The Human Division 2013)
  - #1: Bチーム (The B-Team - January 15)
  - #2: 処刑板を歩く (Walk the Plank - January 22)
  - #3: 必要なのは頭だけ (We Only Need the Heads - January 29)
  - #4: 荒野の声 (A Voice in the Wilderness - February 5)
  - #5: クラーク号の物語 (Tales from the Clarke - February 12)
  - #6: 裏ルート (The Back Channel - February 19)
  - #7: 犬の王 (The Dog King - February 26)
  - #8: 反乱の音 (The Sound of Rebellion - March 5)
  - #9: 視察団 (The Observers - March 12)
  - #10: ここがその場所 (This Must Be the Place - March 19)
  - #11: 比較の問題 (A Problem of Proportion - March 26)
  - #12: やさしく頭をかち割って (The Gentle Art of Cracking Heads - April 2)
  - #13: 眼下に地球、頭上に空 (Earth Below, Sky Above - April 9)
  - 付録
    - ハリーの災難 (After the Coup - 2008)
    - ハフト・ソルヴォーラがチュロスを食べて現代の若者と話をする (Hafte Sorvalh Eats a Churro and Speaks to the Youth of Today - May, 2013)
- 終わりなき戦火 老人と宇宙6（The End of All Things 2015）、早川書房、2017年3月23日、ISBN 978-4-15-012118-1
  - #1: The Life of the Mind - June 9
  - #2: This Hollow Union - June 16
  - #3: Can Long Endure - June 23
  - #4: To Stand or Fall - June 30

#### アンドロイドの夢の羊
- アンドロイドの夢の羊 (The Android's Dream 2006)、早川書房、2012年10月10日、ISBN 978-4150118754
- Judge Sn Goes Golfing (2009)

#### ロックイン
- ロックイン －統合捜査－ (LOCK IN 2014)、早川書房、2016年2月15日、ISBN 978-4-15-335025-0
- Unlocked: An Oral History of Haden's Syndrome (2014)
- Head On (2018)

#### インターディペンダンシー
- 星間帝国の皇女 ―ラスト・エンペロー (The Collapsing Empire 2017)、早川書房、2018年12月5日、ISBN 978-4150122102
- The Consuming Fire (2018)
- The Last Emperox (2020)

#### 単作
- Agent to the Stars (web: 1997, 書籍: 2005)
- The God Engines (2009)
- Fuzzy Nation (2011)
- レッドスーツ (Redshirts 2012)
- 怪獣保護協会 (The Kaiju Preservation Society 2022)、早川書房、2023年8月2日、ISBN 978-4152102591

### ノンフィクション
- The Rough Guide to Money Online (2000)
- The Rough Guide to the Universe (2003)
- The Book of the Dumb (2003)
- The Book of the Dumb 2 (2004)
- The Rough Guide to Sci-Fi Movies (2005)
- You're Not Fooling Anyone When You Take Your Laptop to a Coffee Shop: Scalzi on Writing (2007)
- Your Hate Mail Will Be Graded: Selected Writing, 1998 - 2008 (2008)[19] - 2009年ヒューゴー賞関連書籍部門にノミネートされる

### 編集
- Subterranean Magazine, #4 (2006)
- METAtropolis (2008)

## 名付け方
『老人と宇宙』のメインキャラクター、ジョン・ペリーの名は、ファーストネームをバンド Journey のキーボーディストに、ラストネームにボーカリストに因んで名付けられている。同様にスティーブ・ケイン（ジョン・ペリーの知人、端役）はファーストネームをボーカリストに、ラストネームをキーボーディストに由来する。ニール・ゲイマンやデイヴ・マッキーンに由来する名を持つキャラクターも登場している。

### インタビュー
- Strange Horizons Interview: John Scalzi, by Dawn Burnell, 2005-3
- Authors @ Google presentation 2007-4
- John Scalzi on The Glenn & Helen Show
- Interview | John Scalzi